# 伊姆斯韦勒
伊姆斯韦勒是德国莱茵兰-普法尔茨州的一个市镇。总面积9.90平方公里，总人口549人，其中男性242人，女性307人（2011年12月31日），人口密度55人/平方公里。